# Petrovka (Russie)
Pour les articles homonymes, voir Petrovka.
Petrovka (en russe : Петровка, Petrovka ; en finnois Ihantala) est depuis 1948 un village du raïon de Vyborg dans l'isthme de Carélie en Russie.

## Histoire
Avant la Seconde Guerre mondiale , c'est une municipalité finlandaise, du nom d'Ihantala.
Pendant la Seconde Guerre mondiale, Ihantala est le théâtre de la percée soviétique décisive durant la guerre d'Hiver et de la bataille de Tali-Ihantala pendant la guerre de Continuation en 1944.

## Villages de la commune d'Ihantala
Ihantala, Juustila, Kaipola, Kilpeenjoki, Kilpeenjoki-Sydänmaa, Konkkala, Kurikkala, Kähäri, Lyykylänjärvi, Mannikkala, Nikoskela, Peronjoensuu, Pihkala, Repola-Lyykylä, Ryysylä, Syvälahti, Tali, Terävälä, Uusikartano, Ylivesi.